# David Zoubek
David Zoubek (* 3. Februar 1974) ist ein tschechischer ehemaliger Fußballspieler.

## Vereinskarriere
Zoubek begann mit dem Fußballspielen bei Sokol Hrusice, mit zwölf Jahren wechselte er in die Jugendabteilung von Dukla Prag. Seinen Wehrdienst absolvierte er in Kostelec nad Orlicí, anschließend spielte er zwei Jahre für Alfa Brandýs nad Labem. 1994 wurde der Mittelfeldspieler vom SK Hradec Králové verpflichtet und gab sein Debüt in der ersten Liga. Nach den Stationen FK Turnov, Spolana Neratovice, SK Pardubice und Kaučuk Kralupy nad Vltavou kehrte er 1998 nach Hradec Králové zurück.
In einem Ligaspiel in der Saison 2000/01 wurde ihm von einem Gegenspieler die Rückennummer auf seinem Trikot abgerissen, Zoubek spielte weiter und wurde daraufhin vom Schiedsrichter verwarnt. Nachdem die Nummer mittels Klebeband wieder angeheftet worden war, fiel sie im weiteren Spielverlauf herunter, woraufhin Zoubek gegen die Nummer trat und vom Unparteiischen vom Platz gestellt wurde. Zoubek hob die Nummer auf und klebte sie dem Schiedsrichter auf den Rücken. Der tschechische Fußballverband verurteilte ihn deswegen zu einer Geldstrafe in Höhe von 10.000 Kronen.
Im Ligaspiel gegen Slovan Liberec am 10. November 2002 erzielte er ein spektakuläres Tor mit der Ferse, das zum Tor des Jahres gewählt und als Skorpiontor bekannt wurde.
Im Januar 2003 wechselte Zoubek zu FC Bohemians Prag, im Herbst 2003 war er an den finnischen Erstligisten FC Jokerit ausgeliehen. Anfang 2004 wurde Zoubek vom belarussischen Spitzenklub Dinamo Minsk verpflichtet, mit der er die nationale Meisterschaft gewann. Dabei gelang ihm ebenfalls ein aufsehenerregender Treffer per Seitfallzieher, der zum Tor des Jahres bestimmt wurde.
Im Herbst 2005 kehrte er nach Tschechien zurück und schloss sich dem FC Střížkov an, der sich später in FK Bohemians Prag umbenannte. Mit Bohemians gelang ihm 2007 der Aufstieg in die 2. Liga, ein Jahr später der Aufstieg in die Gambrinus Liga. Anfang 2010 wechselte Zoubek zum SK Kladno.